# Ring politischer Jugend
Ring politischer Jugend (RpJ) ist die Bezeichnung mehrerer Zusammenschlüsse von parteipolitischen Jugendverbänden in Deutschland auf Bundes-, Landes- oder kommunaler Ebene. Mitglieder im Bundes-RpJ sind:
Junge Union (Unionsparteien), Jusos (SPD),  Junge Liberale (FDP), Grüne Jugend (Grüne) und die JungdemokratInnen/Junge Linke (parteilos). In den Ländern und auf kommunaler Ebene bestehen teilweise andere Zusammensetzungen, so sind z. B. der Jungbayernbund, die Jugendorganisation der Bayernpartei  oder die "Jungen Freien Wähler" als Jugendorganisation des Landesverbandes Freie Wähler, Mitglied im bayerischen RpJ. In einigen Bundesländern ist die linksjugend ['solid], der Linkspartei-nahe Jugendverband, Mitglied des RpJ. Auch die JungdemokratInnen/Junge Linke sind nicht in allen Bundesländern im RpJ vertreten.

## Aufgaben
Die Jugendorganisationen der demokratischen Parteien, die sich im Ring politischer Jugend zusammengeschlossen haben, sehen ihre Hauptaufgabe in der Bildung von jungen Menschen zu freien Staatsbürgern, welche ihrer Ansicht nach eine der wichtigsten Aufgaben eines demokratischen Staates darstellt. Weitere Aufgaben sieht der Ring politischer Jugend darin, heranwachsende Staatsbürger staatspolitisch zu interessieren, politisch zu bilden und auf die mitbürgerliche Verantwortung hinzuweisen wie auch Menschen in die aktive, verantwortliche politische Mitarbeit einzubeziehen.
Weiteres Ziel des RpJ ist die Förderung demokratischer Jugendstrukturen.

## Fördermittelkontroverse
Eine der Funktionen des RpJ auf Bundesebene war die Verteilung von für politische Jugendbildung zur Verfügung gestellten Geldern auf seine Mitglieder. Im Jahr 2006 erhielten Jungsozialisten und Junge Union dadurch jeweils rund 300.000 Euro, die Jugendorganisationen von FDP und Grünen je rund 100.000 Euro.  Um die Aufnahme neuer Mitglieder gab es teilweise Auseinandersetzungen, insbesondere bei den Aufnahmeanträgen der grünen Jugendorganisationen und bei der Aufnahme des PDS-nahen Verbands. Im Dezember 2007 wurde ein Aufnahmeantrag der neuen Jugendstruktur ['solid] der Partei Die Linke abgelehnt. Linksjugend 'solid versuchte, eine Förderung einzuklagen und war vor dem Verwaltungsgericht zunächst erfolgreich. Im März 2012 scheiterte die Klage vor dem Oberverwaltungsgericht Berlin-Brandenburg, das in seinem Urteil feststellte, dass die bisherige Förderung insgesamt auf keiner ausreichenden Rechtsgrundlage beruhe. Die somit notwendige Neuregelung für alle Jugendorganisationen wurde durch eine Ergänzung von § 83 des Achten Buches Sozialgesetzbuch (SGB VIII) umgesetzt.

## Internationale Jugendarbeit
Der RpJ ist neben der Deutschen Sportjugend und dem Deutschen Bundesjugendring eine der drei Säulen des Deutschen Nationalkomitees für internationale Jugendarbeit (DNK). Daneben hat jede Mitgliedsorganisation des RpJ eine eigenständige internationale Arbeit mit eigenen europäischen und internationalen Partnern.